# Spreizcode
Bei Bandspreizverfahren wie CDMA oder DSSS wird die zu übertragende Nachricht mit dem Spreizcode (engl. spreading code), welcher aus einer Folge von Chips besteht, gespreizt, das heißt jedes einzelne Nutzdatenbit der Nachricht, das übertragen werden soll, wird mit mehreren Chips des Spreizcodes multipliziert. Die Nutzbitrate ist immer kleiner als die Chiprate. Hierdurch wird das Nutzdatensignal künstlich aufgeweitet, es entsteht ein  „gespreiztes“ Spektrum. Die Chiprate wird zur Unterscheidung von der Bitrate (bps) in chips per second (cps) angegeben.
Mehrere Sender können gleichzeitig an einen Empfänger senden, indem sie Spreizcodes nutzen, die jeweils unterschiedlich und dem Empfänger bekannt sind. Mittels der ihm bekannten Spreizcodes kann der Empfänger die Signale dekodieren und ermitteln, von welchem Nutzer welches Signal gesendet wurde. Derartige Verfahren, die mehrere digitale Kanäle multiplexen, werden Codemultiplexverfahren genannt.

## Beispiel
Chipping-Sequenz: 1 1 0 0 0 1 1 1.
8 Bits (d. h. ein Byte) müssen durch 8 Chips kodiert werden – das geschieht durch eine XOR-Verknüpfung.
Das zu sendende Nutzsignal sei die Bitfolge „1 0“:
```
  Signal:    1    |   0
  Chip-S: 11000111|11000111
  XOR:    00111000|11000111
```

⇒ Es würde das Ergebnis der XOR-Operation mit einer nun um Faktor acht erhöhten zu übertragenden Datenmenge übermittelt. Es ergibt sich also eine niedrigere nutzbare Datenrate auf dem Übertragungsweg.
Der Empfänger kennt die Chipfolge und ist synchron zum Sender, wodurch er die ursprünglichen Daten wieder dekodieren kann:
```
  Signal: 00111000|11000111
  Chip-S: 11000111|11000111
  XOR:    11111111|00000000
```